# ساندرو جوزه فریرا دا سیلوا
ساندرو جوزه فریرا دا سیلوا (به پرتغالی: Sandro Jose Ferreira da Silva) مهاجم اهل برزیل است که در شهر Iaçu و در تاریخ ۱۹ مارس ۱۹۸۶ به دنیا آمده‌است.
ساندرو جوزه فریرا دا سیلوا در تیم‌های فوتبال Penafiel سابقهٔ حضور دارد.